# Dudley Marjoribanks (1er baron Tweedmouth)
Dudley Coutts Marjoribanks, 1er Baron Tweedmouth, également connu sous le nom de Laird de Guisachan et Glenaffric, (29 décembre 1820 - 4 mars 1894), est un homme d'affaires écossais et un homme politique libéral qui siège à la Chambre des communes de 1853 à 1880. Il est élevé à la pairie  comme Baron Tweedmouth.
Il est notamment connu pour être à l'origine du développement de la célèbre race de chiens golden retriever,. 
Il est le père de la féministe Ishbel Hamilton-Gordon et d'Edward Marjoribanks (2e baron Tweedmouth).